# Julius Schaefer
Julius Schaefer (data de nascimento e morte desconhecidos) foi um ciclista olímpico estadunidense. Representou sua nação em dois eventos nos Jogos Olímpicos de Verão de 1904.